# Storbreahøe
De Storbreahøe is een berg behorende bij de gemeente Lom in de provincie Oppland in Noorwegen. De berg, gelegen in Nationaal park Jotunheimen, heeft een hoogte van 2001 meter.
De Storbreahøe is onderdeel van het gebergte Jotunheimen.